# Verbascum grecescui
Verbascum grecescui är en flenörtsväxtart som beskrevs av Iuliu Prodan. Verbascum grecescui ingår i släktet kungsljus, och familjen flenörtsväxter. Inga underarter finns listade i Catalogue of Life.